# ドルゴプルドニ
座標: 北緯55度56分 東経37度30分 / 北緯55.933度 東経37.500度
ドルゴプルドニ（ドルゴプルードニイ、ロシア語: Долгопру́дный、ラテン文字表記の例: Dolgoprudny）は、ロシアのモスクワ州にある都市。人口は約12万人（2021年）。モスクワ都心から北へ20キロメートル。南にはモスクワ環状道路が走り、ヒムキ市が南西にあり、西の市境にはモスクワ運河が通り、北にはクリャージミンスコエ貯水湖がある。
モスクワのサヴョーロフスキー駅からはエレクトリーチカで20分ほど。モスクワからドミトロフを通ってドゥブナへ至るドミトロフスコエ街道が町のすぐ東を通る。
町の名は、「長い池」を意味するドルギイ・プルド（Долгий пруд）に由来し、その名の通り細長い湖が町の北東にある。

## 歴史

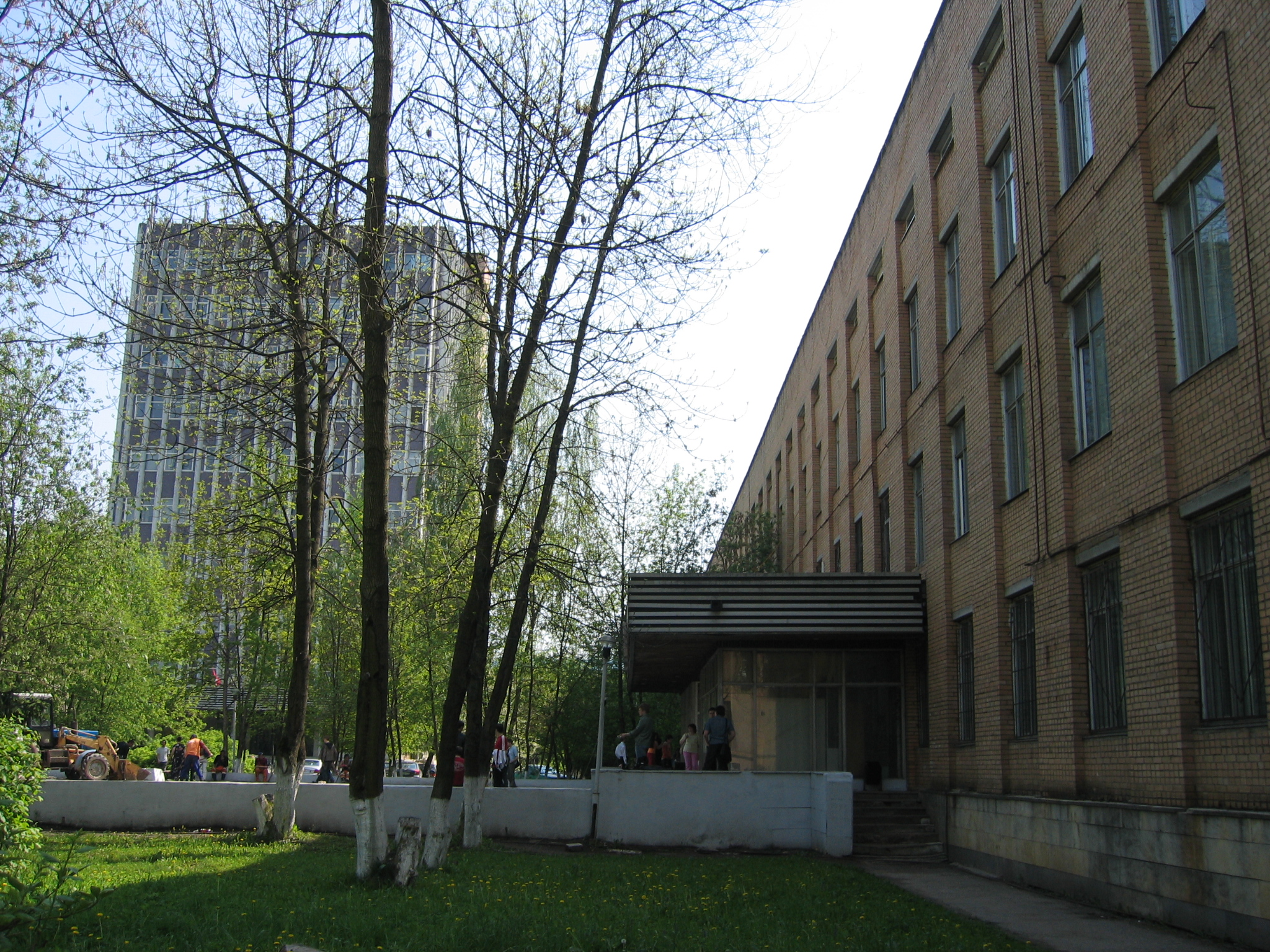
ドルゴプルドニのモスクワ物理工科大学のキャンパス

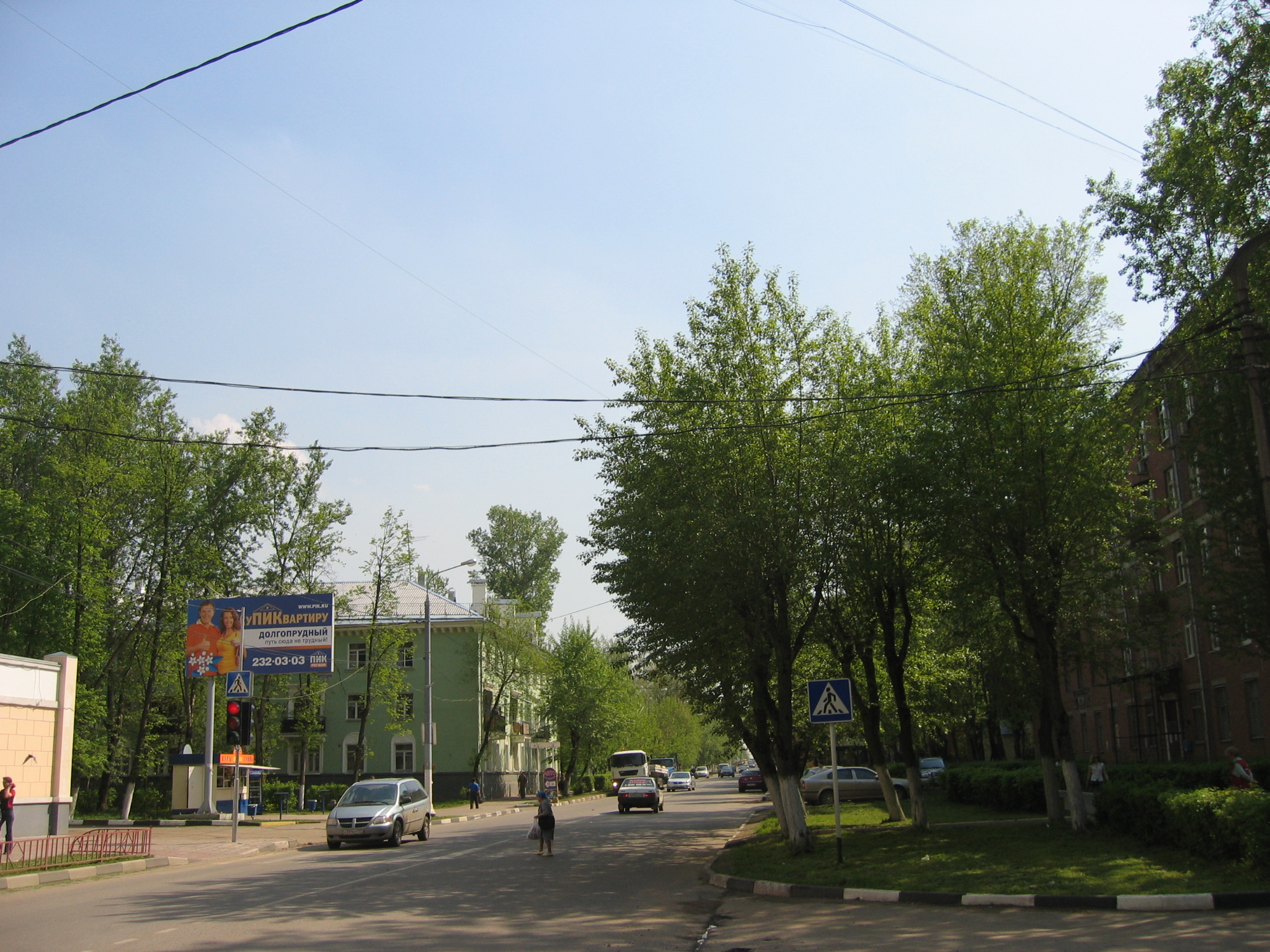
ドルゴプルドニ市街

現代のドルゴプルドニの町の場所には、ヴィノグラドヴォという集落が遅くとも17世紀より存在し、ガヴリール・プーシオキン（アレクサンドル・プーシキンの先祖）の領地となっていた。
1900年代にモスクワから北のサヴョロヴォ（現在のキームルィ）へ伸びる鉄道が開通し、ドルゴプルドニには1914年に駅が開業した。この地にできた飛行船工場の労働者のために1931年に集落が誕生し、木造の平屋や2階建ての建物が立ち並ぶようになった。この工場ではイタリアの飛行船技術者で探検家でもあったウンベルト・ノビレが、ソ連に身を寄せた後に5年ほど勤務していた。この集落は1935年には都市型集落に昇格し、飛行船工場にちなんでジリジャブレストロイ（Дирижаблестрой、「飛行船建造の町」）と名付けられた。1934年に建設された飛行船のハンガーは現存しているが保存状態は悪く、2001年には積雪の重みで屋根が崩れている。1930年代の後半には下水道などが整備され、レンガ造りの中層アパートも建つようになり、町の中心にはスターリン様式の文化宮殿も建った。
1937年にはモスクワ川とヴォルガ川を結ぶモスクワ運河が開通し、飛行船工場以外の大きな工場も建つようになった。町の北端にはこの時にできた運河のための船舶修理工場が建っている。この工場では、運河建設の強制労働者のために建てられたバラックを使っている。また運河建設に伴って石の加工工場もできた。この工場では運河の岸に使う花崗岩を製造したほか、モスクワ地下鉄やモスクワ川の散歩道などにも石材を供給した。
1930年代末には飛行船建造も下火になり、町の名も現在のドルゴプルドニに改められた。飛行船工場は後に軍用機工場などになり、さらにミサイルも作るようになった（現在のOAO "DNPP" 社）。飛行船に充填するガスを作る工場は化学工場へ転用された。1939年の人口は9,000人ほどとなった。独ソ戦が始まるとドルゴプルドニの工場の多くはウラル山脈方面へと疎開し、残った工場は武器弾薬製造を行った。ドイツ国防軍はドルゴプルドニの数キロメートル近くまで迫ったが、町を陥落させるまでには至らなかった。
第二次世界大戦後も町の成長は続いた。1951年には名門大学であるモスクワ物理工科大学（Moscow Institute of Physics and Technology、フィズテック）がドルゴプルドニに移転し、ソビエト連邦のトップクラスの工科大学へと成長した。ピョートル・カピッツァ、レフ・ランダウ、ニコライ・セミョーノフといったノーベル賞学者もこの大学で教鞭をとった。1959年にはドルゴプルドニの人口は25,000人を数えた。1969年からは9階建てや16階建ての団地が立ち並び、これが現在の町並みを特徴づけている。市になったのは1957年のことであった。

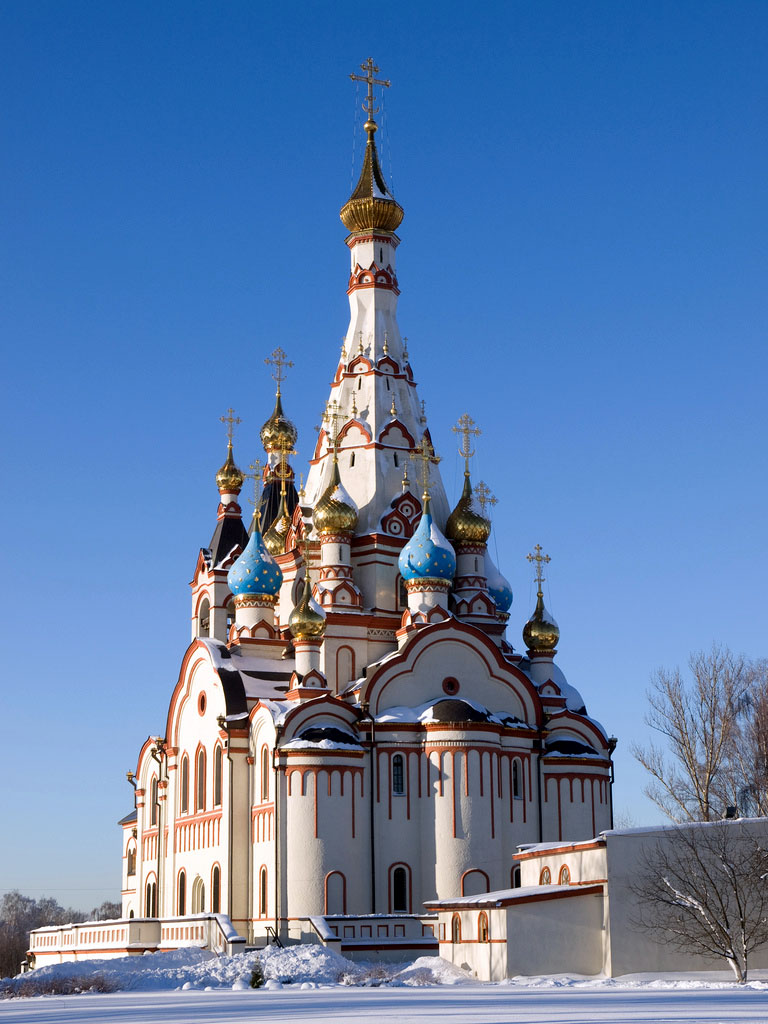
カザンの生神女聖堂。1774年に木造の聖堂として建てられ、ソビエト連邦の崩壊後の1997年から2003年にかけて大きい聖堂へと建て直された

## 経済
現在の主産業は機械工業、化学工業などである。モスクワに至近であることから、近郊住宅への需要増を受けてドルゴプルドニでは住宅や大規模店舗などの建設が進んでいる。